# 秋吉家シリーズ
秋吉家シリーズ（あきよしけシリーズ）は、日高万里による少女漫画作品群の総称。各作品に秋吉家の姉弟が登場することからこの名前で呼ばれる。

## 作品
秋吉家シリーズは、以下の作品から構成される。
- 君をのせて（1995年、花とゆめ21号）
- 365日の恋人（1996年、花とゆめ4号）
- Lesson（1996年、花とゆめ6号）
- スローステップ（1996年、花とゆめ8号）
- 恋文-ラブレター-（1996年、花とゆめ10号・花とゆめプラネット増刊10月15日号）
- 終わらない恋のために（1996年、花とゆめ13号～16号）
- ありのままの君でいて（1996年、花とゆめ19号～23号）
- 愛のカタチは揺れるコスモス（1996年、花とゆめ24号）
- 詩を聴かせて（1997年、花とゆめ3号～8号）
- 世界でいちばん大嫌い（1997年 - 2001年、花とゆめ）

また2010年『花とゆめ』20号より、秋吉家シリーズ次世代編として『天使1/2方程式』が連載されている。

## 秋吉家
秋吉家は女3人男3人の6人兄弟+両親で構成される。兄弟姉妹それぞれの名前には順に数字が使用されている。
学年・年齢は『365日の恋人』時に準ずる。
万葉（かずは）
長女。25歳。職業は美容師。19歳の時に現在の夫・杉本真紀と結婚したため名字は「杉本」。付き合っていた時からの名残と照れから夫のことを「杉本」と名字で呼んでいる。
身長179cm、5月27日生、双子座、B型。
「世界でいちばん大嫌い」の主人公。「V・B・ローズ」に脇役として登場。
「スローステップ」内で兄弟の名前が登場した時に、結婚して家を出ていたので、「万」の字がつく女性名ということで「長女の名前は（作者と同じ）万里ではないか」と考えた読者が多かった。
千鶴（ちづる）
長男。24歳。高校生の頃は、兄弟の多さに辟易し、不良の道へ走るが、依里子との出会いがきっかけで更生。現在は仕事をしながら童話作家を目指し投稿をしている。
身長188cm、8月9日生、獅子座、AB型。
「詩を聴かせて」の主人公。
百華（ももか）
次女。22歳。職業は保育士。クールな性格で兄弟へのコメントは的確かつ非常にシビア。料理など家庭的な事は非常に不得手。
身長172cm→173cm、10月25日生、蠍座、A型。
「愛のカタチは揺れるコスモス」の主人公。
十波（となみ）
三女。18歳。高校3年生。万葉と零のことが大好き。家事全般が得意で、百華とよく比べられる。
身長165cm、9月12日生、乙女座、O型。
「365日の恋人」の主人公。
一久（いちひさ）
次男。16歳。高校1年生。お調子者な性格。そのため他の兄弟からイジられる事が多い（大半は自業自得）。左利き。兄弟全員を「ちゃん」づけで呼ぶ（千鶴は「ちーちゃん」）。
身長175cm、7月7日生、蟹座、O型。
「君をのせて」「終わらない恋のために」「ありのままの君でいて」に登場。
零（れい）
三男。13歳。中学2年生。男子バレー部所属。幼稚園児の頃（「世界で一番大嫌い」の頃）は可愛らしい笑顔を振りまいて、万葉や十波を虜にしていたが、物心がつくに連れ口が悪くなっていった。容姿は万葉にそっくり。小学4年生の頃、酔っ払った千鶴にファーストキスを奪われた。
身長156cm、3月17日生、魚座、A型。
「Lesson」「スローステップ」「恋文」の主人公。「V・B・ローズ」に脇役として登場。V・B・ローズの最終回では身長177cmになった。
両親
名前は出てこない。6人兄弟の両親。母親は看護師、A(AO)型。父親は明確な職種は出てこないが会社員でそれなりに多忙の様子。B(BO)型。
父親が長身で、頭をぶつけずに入れる家が欲しいという理由で秋吉家は大きく、6人全員に1人部屋が与えられている。

## あらすじ
君をのせて
主人公：海老奈津子（一久のクラスメイトで、一久が想いを寄せる女の子）
中学の時から好きだった男の子・菅と、毎朝同じ電車に乗っていたことが分かった奈津子。翌日から菅が乗っていた車両に乗り始めるが、なぜか会えず…。
365日の恋人
主人公：秋吉十波
ひょんなことから、クラスメイトの基（もとい）と1年の期限付きで付き合うことになった十波。だが十波は実は基のことが好きだった。
Lesson
主人公：秋吉零
最近クラスメイトの美夏が可愛く思えてきて戸惑いを感じる零。しかも美夏が部活の先輩に告白されたと聞いて…。
スローステップ
主人公：秋吉零
中学2年に進級した零。身長が2cm伸びて喜ぶ零だが、美夏も同じ身長でショックを受ける。
恋文-ラブレター-
主人公：秋吉零
零がラブレターをもらい、気が気でない美夏だが…。
終わらない恋のために
主人公：有森砂千子（一久のクラスメイトで、一久のことが好き）
席替えのくじで運良く一久の隣になれた砂千子だが、一久が親友の奈津子のことを好きだと気付いてしまい…。
ありのままの君でいて
主人公：安井めぐみ（奈津子の彼氏・菅の高校の先輩、砂千子の中学の先輩）
一久が奈津子に失恋する現場を目撃してしまっためぐみ。自身も彼氏と別れたばかりで複雑な思いを抱く。
愛のカタチは揺れるコスモス
主人公：秋吉百華
18歳の時、好きな人に「3年待って欲しい」と言われた百華。しかし既に約束からは4年が経っており…。
詩を聴かせて
主人公：秋吉千鶴・櫻井依里子
事故を起こした友人を見舞いに来た千鶴は、屋上で依里子に出会う。依里子の純粋さに惹かれていくが、依里子は心臓病を患っていて…。
世界でいちばん大嫌い
主人公：秋吉万葉
高校生の万葉は零が通う保育園の保父さん・水嶋のことが好きだが…。

## 時系列順
- 世界でいちばん大嫌い
- 詩を聴かせて
- 某年3月 - Lesson
- 4月 - スローステップ
- 4月 - 恋文
- 6月 - 終わらない恋のために
- 10月 - 君をのせて
- 10月 - ありのままの君でいて
- 10月 - 愛のカタチは揺れるコスモス
- 2月 - 365日の恋人

## 単行本情報
- 365日の恋人 （ISBN 4592116232）
- 終わらない恋のために （ISBN 4592127420）
- ありのままの君でいて （ISBN 4592127579）
- 詩を聴かせて （ISBN 459212099X）
- 世界でいちばん大嫌い　全13巻
- 完全版 秋吉家シリーズ　全2巻
- 完全版 世界でいちばん大嫌い　全7巻

## ドラマCD
『世界でいちばん大嫌い』のドラマCDについては、世界でいちばん大嫌い#ドラマCDを参照。

### 詩を聴かせて
2000年にマリン・エンタテインメントより発売。
キャスト
- 櫻井依里子：大本眞基子
- 秋吉千鶴：私市淳
- 秋吉百華：瀧本富士子
- 秋吉十波：桑島法子
- 秋吉一久：石田彰
- 秋吉零：柳沢真由美
- 斉藤昌巳：小松里賀
- 依里子の父親：山野井仁
- 菊地：佐藤美智子
- 千鶴の父親：松本大
- 昌巳の父親：岡野浩介
- 昌巳の母親：本田貴子
- 教師：柳沢栄治